# Ristisaari (ö i Birkaland, Tammerfors, lat 61,47, long 23,34)
Ristisaari är en ö i Finland. Den ligger i sjön Kulovesi och i kommunen Nokia i den ekonomiska regionen Tammerfors och landskapet Birkaland, i den södra delen av landet, 170 km nordväst om huvudstaden Helsingfors. Öns area är 0,6 hektar och dess största längd är 180 meter i öst-västlig riktning.